# 藏书室女尸之谜
《藏书室女尸之谜》是阿加莎·克里斯蒂的侦探小说作品，1942年2月由Dodd, Mead and Company 在美国首次出版，同年5月由柯林斯犯罪俱乐部在英国首次出版。小说以她虚构的业余侦探马普尔小姐为主角。

## 标题
在序言中，克里斯蒂将“藏书室里的尸体”说成侦探小说的惯用主题。她为了能将这个主题写出新意，决定藏书室应该是完全老式的，而里面出现的尸体却是非常不可能和耸人听闻的。

## 情節
班特里夫人的藏书室发现了年轻的裸体女尸，班特里上校报了警，梅尔切特上校、斯莱克探长，以及班特里夫人的朋友马普尔小姐介入调查。海多克医生的尸检显示，死者于前一天晚上10点至午夜12点之间被下药后勒死。马普尔小姐注意到她的衣服和指甲都不正常。酒店客人康威·杰弗逊报告了18岁舞女鲁比·基恩的失踪，后来酒店员工乔西·特纳确认鲁比就是死者。康威邀亨利爵士调查此案，鲁比不久前被杰弗逊收养，杰弗逊准备遗赠她大笔财务。康威有残疾，他的妻子和儿女死于八年前的飞机失事。他的女婿马克和儿媳艾黛莱德都缺钱，但事发当晚不在场。后来又发生了第二场谋杀，女童军帕梅拉·里夫斯的尸体被发现于一辆被烧焦的汽车里。
马普尔小姐从弗洛伦斯问得当晚一位电影制片人找帕梅拉试镜。仆人爱德华兹报告说和康威在一起时，他看到了巴兹尔·布莱克从鲁比的手提包中掉出的一张快照，布莱克嫌疑陡增。马普尔小姐拜访了黛娜·李；巴兹尔坦承他喝醉回家时发现尸体，后来把尸体搬到了班特里家。警察逮捕了他。马普尔小姐求亨利爵士接近康威；他同意告诉马克和艾黛莱德更改遗嘱。亨利爵士发现了马克和乔西的婚姻记录。凌晨3点，乔西·特纳在试图毒杀康威之前被捕。其实帕梅拉才是真正的藏书室女尸，她和鲁比被掉换了。面对警方，马克崩溃并坦白了所有。

## 文学意义和反响
《泰晤士报文学增刊》的莫里斯·威尔森·迪舍（Maurice Willson Disher）在发表于1942年5月16日的评论中表达了他的深刻印象——该作将女性的生活观注入了对犯罪的揭露中。“一些虔诚的读者可能会为赫尔克里·波洛叹息，但肯定有其他人会在马普尔小姐的‘新阿加莎·克里斯蒂’中得到乐趣。这意味着专业侦探无法与年长的老处女（并非那么老）相提并论，他们接受了一些在椅套下搜寻的训练，它们现在非常流行。即使充分考虑到这一点，我们也很难不被老处女的逻辑性所打动。当马普尔小姐说“这件衣服全错了”时，她显然是在观察男性发现不了的事实——这些事实非常有趣。《藏书室女尸》应该把亨顿学院写成男女同校。” 
莫里斯·理查森 (Maurice Richardson) 在《观察家报》上1942年5月17日发表的评论中认为克里斯蒂的努力并不像过去那样吸引人，当时他总结道：“虽然很巧妙，但疑点相当分散，而且红鲱鱼已经失去了磷光。” 
《多倫多星報》的佚名评论家在1942年3月21日写道：“读完这本书并不需要很长时间，但其中的两起谋杀如此神秘，以至于你直到凶手被捕都不愿把这本书放下。”评论者总结道：“警方做了很多调查，但正是简·马普尔的精明推理——也许是直觉——找到了缺失的环节并揭穿了恶毒的阴谋。” 
罗伯特·巴纳德（Robert Barnard ）在1990年的评论中对这部小说给予好评。他将其称为一场“经典情境下的勇敢表演”。行动地点的转移，从马普尔小姐的村庄到海滨度假酒店，对故事有好处，“圣玛丽·米德的常客出现在这个案例中，时尚的海滨酒店客人和电影人群令人愉快地多样化。” 